# Bilderverwaltung
Unter Bilderverwaltung, auch Bildverwaltung, versteht man eine Anwendungssoftware, die das professonelle Aufbewahren, Katalogisieren, Archivieren und Auffinden großer Mengen von Bilddateien ermöglicht. Neben dem Betrachten von Bildern stehen nicht selten bei softwarebasierten Produkten einfache Bildbearbeitungsfunktionen ebenfalls zur Verfügung.

## Verwaltung analoger Fotografien
Archive mit analogen Fotografien können zum einen aus den Abzügen und andererseits aus den Negativen bzw. Dias bestehen. Für die Aufbewahrung können Alben, Karteikästen oder Taschen genutzt werden. Metadaten werden schriftlich am Rand oder auf der Rückseite festgehalten. Ein Findbuch kann einen Überblick über die Sammlung geben.

## Digitale Bildverwaltung

### Aufgabe
Die grundlegende Zielsetzung solcher Software ist es, eine effektive Verwaltung von digitalen Bildern und Grafiken zu ermöglichen. Dies umfasst das Aufnehmen von Bildern in den Datenbestand, deren textliche Beschreibung, Zuordnung zu Kategorien, Verschlagwortung etc. sowie die Möglichkeit zu Recherche, Wiedergewinnung der Daten und deren Präsentation.
Bilddatenbanken wurden ursprünglich vor allem von professionellen Nutzern, wie etwa Bildagenturen, die mit großen Beständen von Bildern arbeiten, verwendet. Seit die digitale Fotografie auch bei Privatpersonen ihren Durchbruch erzielt hat, werden Bilddatenbanken zunehmend für private Zwecke genutzt. Die Digitalfotografie ermöglicht es, schnell große Mengen von Bildern zu erzeugen, deren thematische oder zeitliche Verwaltung und Sortierung eine Bilderverwaltung unterstützt.
Häufig bieten Bildverwaltungen eine hierarchische Darstellung in Ordnern und Kategorien sowie eine Vorschau-Übersicht der Bilder. Dabei werden auch Bilddaten, wie Metadaten, Aufnahmezeit, Kameramodell und Aufnahmewerte wie Blende und Belichtungszeit, angezeigt bzw. in einer Datenbank oder einer Indexstruktur gespeichert, um dem Benutzer ein schnelles und komfortables Auffinden von Bildern über Suchmasken zu ermöglichen. Metadaten werden von modernen Kameras in der Regel im Exif-Standard direkt in die Bilddatei gespeichert, wodurch sie unabhängig vom Kamerahersteller von den meisten Bilderverwaltungs-Programmen genutzt werden können.
Für die vom Benutzer manuell erstellten Zusatzinformationen in Bilddateien dient traditionell der IPTC-Standard. Dabei kann der auf XMP basierende Standard IPTC-Core gegenüber dem alten Standard IIM heute als de-facto-Standard angesehen werden.
Einige Bilddatenbanken benötigen relativ häufig Updates, da der RAW-Konverter Bestandteil der Software ist. Die unterschiedlichen RAW-Formate der Kamerahersteller werden bei nahezu jedem neuen Kameramodell etwas modifiziert und müssen eingepflegt werden. Hinter einer Dateiendung wie .CR2 (von Canon) oder .NEF (von Nikon) verbergen sich zahlreiche leicht unterschiedliche Formate.
Darüber hinaus werden in immer mehr Bilddatenbanken Videoarchivierungs- und Suchfunktionen implementiert. Eine weitere Entwicklung ist die Speicherung der in modernen professionellen Kameras mitgelieferten Georeferenzierung in die entsprechenden Tabellen der SQL-Datenbankkerne. Somit sind heute bereits in manchen Systemen Suchfunktionen über Kartenoberflächen möglich. Gute Datenbankoberflächen bieten meistens auch neben der Volltextrecherche die Suchfunktionen eines kontrollierten Vokabulars (z. B. ein Thesaurus oder Schlagwortbaum) an.
Bilddatenbanken sind in der Regel ein Grundbaustein des Digital-Asset-Managements eines Unternehmens oder einer Organisation, also der Verwaltung aller digitalen Datenbestände einschließlich anderer digitaler Medien, wie Video- und Audiodateien und typische Bürodokumente. Während derartige Systeme anfangs nur als Insellösungen eingesetzt wurden, steht heute die Integration im Vordergrund, also die Verbindung mit anderen Systemen in einem Unternehmen.

### Entwicklung
Während früher bei Bildverwaltungssystemen vor allem der Gedanke der Archivierung im Vordergrund stand, werden moderne Systeme zunehmend mit Funktionen zur Abwicklung häufig benötigter Arbeitsvorgänge bis hin zu Bildbearbeitungsfunktionen erweitert.
Umgekehrt enthalten immer mehr Bildbearbeitungsprogramme integrierte Bildbetrachtersoftware, welche teilweise auch Möglichkeiten der Bildverwaltung bieten. So enthält zum Beispiel Adobe Photoshop die Bildbetrachtersoftware Adobe Bridge. Aber auch Programme wie Ulead PhotoImpact, PhotoLine, Microsoft Foto Suite etc. enthalten Module zur Bildbetrachtung. Ebenfalls besitzen als Bildbetrachter ausgelegte Programme zunehmend Funktionen für Bildverwaltung und -bearbeitung.
Die Verschlagwortung geschieht zunehmend automatisiert durch das Auslesen von Positionsdaten, das Erkennen von Gesichtern und von Bildinhalten. Letzteres sollte nicht verwechselt werden mit der bei einigen Systemen anzutreffenden „Ähnlichkeitssuche“. Diese arbeitet mit einem Index, der lediglich anhand von Farb- und Helligkeitsverteilungen Ähnlichkeiten zwischen Bildern ableitet, jedoch keine Erkennung eines Bildmotivs durchführt. Diese Funktion kann daher nur bei kleinen Bildbeständen sinnvoll eingesetzt werden.

## Zusammenfassung der Funktionen
Typische Funktionen einer Software im Bereich Bildverwaltung sind:
Verwaltungsfunktionen
- Thematische oder inhaltliche Verwaltung der Bilder, zumeist durch Zuordnung von Schlagworten oder Kategorien.
- Betitelung beziehungsweise Kommentierung der Bilder.
- Einsehen und Editieren von Metadaten, nach Standards wie Exif, IPTC und XMP
- Suchfunktionen unter anderem auch für die oben gelisteten Bildmerkmale
- Automatische Verschlagwortung (hinzufügen von Meta-Daten) durch das Server System
- Verwaltung von Copyright / Urheber-Informationen
- Geolokationsbestimmung – Erkennen bzw. Verwalten wo ein Bild erstellt / aufgenommen wurde

Bildbetrachtungs- und Bildumwandlungsfunktionen
- Betrachtung von Bildern in verschiedenen Ansichten, meist als Vorschaubild in verschiedenen Größen (meist Thumbnail und Preview genannt) bis hin zur Vollbildansicht
- Skalierung von Bildgrößen
- Formatwandlung (z. B. GIF nach JPG)
- Umbenennen von Bildern
- Verschieben und Kopieren von Bildern
- Bereitstellung für Externe, z. B. Weitergabe zu einer Website oder einem Fotolabor
- Softproof über einen konfigurierten Monitor
- Farbanalyse zur Suchunterstützung
- Vergleichen von Bildern

### Umsetzung von Bildverwaltungslösungen

#### Cloud-basierte Datenbank
Bei cloud-basierten Datenbanken werden die Originalfotos unverändert in der Cloud des Anbieters gespeichert, der Fotomediathek. Die Fotomediathek verwaltet die Synchronisation der gespeicherten Fotos und eventuell angewendeter Bildbearbeitungsschritte zwischen den mit der Cloud verbundenen Geräten. Auf diese Weise können alle verwalteten Fotos auf allen Geräten gesichtet und zerstörungsfrei bearbeitet werden. Je nach verfügbarem Speicher belässt die Fotomediathek das Originalfoto auf dem Gerät oder ersetzt es (vorübergehend) mit einer Vorschau. Diese Umsetzung ist in etwa mit dem IMAP-Protokoll von E-Mail-Anbietern vergleichbar.
Zielgruppe sind im Wesentlichen Smartphonenutzer, die nahtlos ihre Fotos im Anschluss auf einem Tablet, PC oder im Web sichten, archivieren und eventuell veröffentlichen möchten.
Anbieter cloud-basierter Fotomediatheken stellen ihren Fotodienst kostenlos zur Verfügung, je nach gewählter Cloudspeichergröße wird jedoch eine monatliche Gebühr erhoben. Zur Pflege der Fotomediathek gibt es Apps für verschiedene Plattformen und Geräte.
Beispiele:
- Nextcloud
- Google Fotos
- Apple Fotos (kann auch als lokale Fotomediathek eingerichtet werden)
- Adobe Photoshop Lightroom

### Lokale Datenbank
Einige PC-Programme verwalten eine lokale Fotomediathek, in der alle Fotos einschließlich aller Bearbeitungsschritte gespeichert und verwaltet werden. Der Anwender strukturiert, sortiert, bearbeitet und exportiert seine Fotos ausschließlich in der Softwareanwendung; ein Zugang zu den Fotos auf Dateiebene ist in der Regel nicht vorgesehen. Dadurch bleibt die Datenintegrität der Datenbank bestehen, weil Fotos oder Bearbeitungsanweisungen nicht verändert und verlorengehen können. Eine lokale Fotomediathek kann ohne Weiteres auf einen neuen Datenträger übertragen und von dort gestartet werden.
Beispiele:
- Apple Aperture
- Apple iPhoto

### Lokale katalogverwaltete Ordnerstruktur
Für auf mehreren Datenträger(type)n verteilte umfangreiche Fotosammlungen eignen sich PC-Programme, die eine Vorschau und den Pfad eines Fotos einlesen und in einem Katalog speichern; das Originalfoto verbleibt dabei an seinem originären Speicherort. Bildbearbeitungsschritte werden ebenfalls im Katalog gespeichert. Zum Sichten muss also der Datenträger nicht eingelegt/angeschlossen sein. Änderungen an Dateien und Ordnern auf Dateiebene sollten unterlassen werden, um die Datenintegrität des Katalogs zu gewährleisten.
Beispiele:
- Adobe Photoshop Lightroom Classic

### Webbasierte Datenbank (Webgalerie)
Webbasierte Datenbanken, sogenannte Foto-/Webgalerien, sind weniger für das Archivieren einer Fotosammlung gedacht als mehr für das Präsentieren ausgewählter Fotos, sei es als privates Webalbum im Familienkreis oder als kommerzielles Vertriebsmittel.
Das Bildmaterial wird über das Portal eines Webanbieters, ein Computerprogramm oder eine App auf einen Webserver hochgeladen und verwaltet. Hier kann festgelegt werden, welche Gruppen welche Bilder angezeigt bekommen, oder welche Nutzer nur Teile der Sammlung anzeigen oder nur bestimmte Aktionen wie Hochladen oder Löschen von Bildern durchführen dürfen. Fotogalerien konvertieren gegebenenfalls Fotoformate beim Hochladen, oder beim Herunterladen durch einen Nutzer. Professionelle Systeme können aus einem aktuellen Datenbestand unmittelbar bei der Abfrage von Bildern Varianten mit Wasserzeichen erzeugen.
Bei Speicherung auf einem nicht eigenen Webserver kann die Vertraulichkeit und Sicherheit der ihm anvertrauten Daten kompromittiert werden; ebenso kann unter Umständen der Diensteanbieter Bilder ungefragt verwenden.
Beispiele:
- Piwigo
- Facebook
- Nikon Image Space
- Canon Irista

### Digital-Asset-Management-Systeme
Als Sonderform von Bilddatenbanksystemen können Digital-Asset-Management-(DAM)-Systeme angesehen werden. Sie liefern einen Workflow für die Erfassung, Verwaltung und Publikation einer Vielzahl digitaler Medientypen. Sie bieten die Möglichkeit, ein Warenwirtschaftssystem und Online-Bezahlsysteme anzubinden. DAM-Software-Pakete haben als Zielgruppe Firmen bzw. Unternehmen.
Open-Source Digital-Asset-Management-Systeme sind als Alternative zu kostenpflichtigen Lösungen vorhanden.
Beispiele:
- Phraseanet
- ResourceSpace
- Razuna

### Alternativen zu Bilddatenbanken
- Für professionelle Bildagenturen gibt es keine Alternative.
- Für den Einzelanwender und kleine Teams gibt es mehrere Alternativen.

Ob Einzelanwender und kleine Teams Alternativen zur Bilddatenbank nutzen wollen oder müssen, hängt von der Größe des Bildarchivs ab, welche Ordnung im Bildarchiv herrscht und ob die Anwender bereit sind, Arbeitszeitaufwand in die Verschlagwortung der Bilddatenbank zu stecken oder nicht. Die Alternativen können auch miteinander kombiniert werden.
Alternative 1: Die Anwender müssen geschickt mit der Bezeichnung von Ordnern und Dateien umgehen, d. h., sie müssen die Informationen, die zum Wiederfinden gebraucht werden, in die Namen von Ordnern und Dateien einarbeiten. Sie dürfen keinesfalls die Namen beibehalten, wie sie von der digitalen Kamera vergeben werden. Unter dieser Voraussetzung kann man Software zum Suchen benutzen, die im Dateisystem des Betriebssystems sucht. Diese Software sollte zusätzlich noch in der Lage sein, mit booleschen Operatoren zu arbeiten. Nachteile: die Anzahl von Eigenschaften, die man Dateien und Ordnern zuordnen kann, ist begrenzt; dieses Verfahren erfordert viel Selbstdisziplin.
Alternative 2: Bei JPG-Dateien ist die Benutzung von IPTC-Feldern und die Suche in IPTC-Feldern ohne weiteres auch ohne Benutzung einer Bilddatenbank möglich. Es gibt viele Programme, die sowohl IPTC-Felder editieren können, als auch nach IPTC-Feldern suchen. Die Anwender dieser Alternative müssen jedoch auf das Suchergebnis warten, bis alle Bilder nach den zu findenden IPTC-Stichworten durchsucht worden sind. Der PC muss seine Suche in jedem einzelnen Bild ausführen, die Software muss jede Bilddatei öffnen, darin die IPTC-Felder suchen und wieder schließen. Häufig bieten einschlägige Suchprogramme sehr spärliche Suchmöglichkeiten. Bei IrfanView beispielsweise kann man nur Text suchen, der in irgendeinem IPTC-Feld vorkommt, und als boolescher Operator ist nur 'OR' möglich. XnView (Classic) kann auch sequentiell suchen und verwendet die booleschen Operatoren 'OR' und 'AND'. Gut geeignet ist das Programm ImageQuery, hier muss der Anwender SQL-Abfragen formulieren und damit einen Bilder-Ordner durchsuchen. Bei der Erstellung der SQL-Abfrage hilft ein Assistent. Für alle Nutzer, die erst spät vom Nutzen von IPTC-Feldern überzeugt werden konnten, ist diese Alternative ein guter Weg. Sie können nach und nach alle Bilder mit IPTC-Feldern versehen und finden bis zur Vollendung dieses Vorhabens mindestens die Bilder wieder, die IPTC-Felder enthalten.
Denkbar ist auch eine Kombination der Benutzung von IPTC-Feldern in JPG-Dateien und deren Wiederfinden durch ein kostenloses Programm zur Desktopsuche. Nahezu alle Programme zur Desktopsuche können Bilddateien in einem ausgewählten Bilder-Ordner (und dessen Unter-Ordnern) indexieren. Sie finden dabei die IPTC-Felder jeder JPG-Datei, unterscheiden aber nicht, aus welchem IPTC-Feld ein Stichwort stammt. Diese Unterscheidung geht verloren. Beim Suchen im Index kann der Nutzer boolesche Operatoren verwenden.
Alternative 3: Benutzung der Dateiinfo-Eigenschaften des Windows Betriebssystems. Diese erreicht man über den Windows-Explorer → Rechtsklick auf eine JPG-Datei → Eigenschaften → Reiter 'Dateiinfo'. Diese Dateiinfos werden genauso wie die IPTC-Felder in der JPG-Datei selbst gespeichert. Nachteil: viele Dateien so zu „verschlagworten“ ist sehr zeitraubend und erfordert ebenfalls viel Selbstdisziplin.

### Pro und Kontra zur Benutzung einer Bilddatenbank
Pro:
- Bei professionellen Programmen kann ein Benutzer sich ein „kontrolliertes Vokabular“ für die Verschlagwortung anlegen, also einmalig die Begriffe in korrekter Schreibweise hinterlegen, die er verwenden möchte. Die Begriffe kann er dann schnell, ohne viel Tipparbeit und vor allem ohne Tippfehler zahlreichen Dateien zuordnen.
- Weil nicht jedes Bild einzeln durchsucht werden muss, steht das Suchergebnis sehr schnell zur Verfügung.
- Wenn Metadaten in IPTC/XMP-Felder in Bilder eingetragen werden, bleiben sie bei den besseren Programm auch erhalten. So erhält auch der Empfänger eines Bildes die Informationen zum Bild und kann sie ansehen – sofern er ein Programm benutzt, das die Bilder zusammen mit den IPTC/XMP-Feldern darstellen kann.
- Die Benutzung boolescher Operatoren für die Verknüpfung von Stichworten ist bei Programmen mit Bilddatenbank fast immer besser gelöst als bei den Alternativen.
- Mit Alternativen zur Bilddatenbank kann man nicht sinnvoll in numerischen Feldern suchen.

Kontra:
- Bei einer Lösung ohne Bilddatenbank-Software ist der Umzug des Bildarchivs auf einen andern Rechner oder eine andere Festplatte problemlos möglich. Sollen die Informationen der Bilddatenbank erhalten werden, ist der Umzug ggf. aufwendiger. Der Aufwand beim Umzug hängt vom benutzten Programm ab, die Möglichkeiten reichen von problemlos bis zur Neuerstellung der Bilddatenbank.

## Datenbankformate von Bilddatenbanken
- firmeneigenes Datenbankformat – Mit einem firmeneigenen (proprietären) Datenbankformat verhindert der Software-Hersteller Eingriffe firmenfremder Software-Entwickler. Geheimhaltung dient in diesem Fall der Sicherheit, aber auch den kommerziellen Interessen des Softwareherstellers. Außerdem leidet bei diesem Format häufig die Netzwerkfähigkeit. Beispiele sind Adobe Bridge, ACDSee, Picasa, ThumbsPlus, Adobe Lightroom. Die Datenbank wird häufig nicht als solche bezeichnet, sondern als Catalog, Katalog, Index.
- öffentliches Datenbankformat – Beispiele sind Microsoft SQL Server, Oracle, Microsoft Access (kommerzielle Datenbanksysteme) oder MySQL, MariaDB, Postgresql (Open Source). Wenn eine Bilddatenbank öffentliche Datenbankformate benutzt, erbt sie die Netzwerkfähigkeit dieser Formate und ermöglicht dem Datenbankadministrator direkte Eingriffe in den Datenbestand.

### Übersicht über Bilddatenbank-Software (Stand 2018)
| Name                     | Betriebssystem    | Lizenz               | Sprache      | Metadaten                          | Plattform, Zugang                                            | Unicode | Bemerkungen |
| ------------------------ | ----------------- | -------------------- | ------------ | ---------------------------------- | ------------------------------------------------------------ | ------- | --- |
| ACDSee                   | ,                 | Demo und kommerziell | Multilingual | Exif, IPTC, XMP                    | Einzelplatz                                                  | ja      | - |
| Adobe Lightroom          | ,                 | Demo und kommerziell | Multilingual | ?                                  | Einzelplatz                                                  | ja      | cloudbasierte plattformüber-greifende Fotomediathek mit grundlegenden Bildbearbeitungsfunktionen                                  |
| Adobe Lightroom Classic  | ,                 | Demo und kommerziell | Multilingual | Exif, IPTC, XMP                    | Einzelplatz                                                  | ja      | Professionelles Werkzeug zur lokalen Bildverwaltung; seit 2015 Abonnement-Produkt (Adobe Creative Cloud)                          |
| Aperture                 | Mac OS X          | Demo und kommerziell | Multilingual | Exif, IPTC, XMP                    | Einzelplatz                                                  | ja      | lokal verwaltete Fotomediathek; Entwicklung eingestellt                                                                           |
| Apple Fotos              | Mac OS X          | Kommerziell          | Multilingual | ?                                  | Einzelplatz                                                  | ?       | Nachfolger von iPhoto; cloudbasierte geräteübergreifende Fotomediathek mit grundlegenden Bildbearbeitungs-funktionen              |
| Canto Cumulus            | ,                 | Kommerziell          | Multilingual | Exif, IPTC, XMP                    | Client/Server                                                | ja      | Professionelle Medienverwaltung                                                                                                   |
| digikam                  | ,                 | GNU                  | Multilingual | Exif, IPTC, XMP                    | Einzelplatz                                                  | ja      | Ähnelt in vielem dem kommerziellen Adobe Lightroom                                                                                |
| eyebase                  | ,                 | Kommerziell          | Multilingual | Exif, IPTC, XMP, Z3950, DublinCore | Software as a Service oder on premise Webserver Installation | ja      | |
| F-Spot                   | Linux             | GNU                  | Multilingual | Exif, IPTC                         | Einzelplatz                                                  | ?       | Seit 2010 keine Weiterentwicklung; wurde in aktuellen Linux-Distributionen durch Shotwell ersetzt                                 |
| IMatch                   | Microsoft Windows | Kommerziell          | Multilingual | Exif, IPTC, XMP                    | Einzelplatz                                                  | ja      | - |
| iPhoto                   | , XiOS            | Kommerziell          | Multilingual | Exif, IPTC                         | Einzelplatz                                                  | ?       | lokal verwaltete Fotomediathek; ehemaliges Standard-Programm auf Apple-Computern; seit MAC OS X 10.10.3 durch Apple Fotos ersetzt |
| Photo Mechanic           | ,                 | Kommerziell          | Multilingual | Exif, IPTC                         | Einzelplatz                                                  | ja      | Vor allem zum schnellen Sichten und Verschlagworten großer Bildmengen; beliebt bei Sportfotografen                                |
| PicApport                | ,                 | (CC BY-NC-ND 4.0)    | Multilingual | Exif, IPTC, XMP, Dublin Core       | Server                                                       | ja      | Optimiert für Zugriff von Tablets und Smartphones. Integriertes Map-Modul zur Anzeige von GPS Metadaten                           |
| Picasa                   | ,                 | Freeware             | Multilingual | Exif, IPTC, XMP                    | Einzelplatz, online-Zugang zu Picasa-Webalben                | ja      | Weiterentwicklung durch Google ohne Nachfolgeprodukt eingestellt                                                                  |
| Shotwell                 | Linux             | GNU                  | Multilingual | Exif, IPTC, XMP                    | Einzelplatz                                                  | ?       | Schlicht, Teil einiger Linux-Distributionen                                                                                       |
| ThumbsPlus 9             | Microsoft Windows | Demo und kommerziell | Englisch     | Exif, IPTC, XMP                    | Einzelplatz und Client/Server                                | ja      | Importiert nur XMP-Metadaten, nicht Exif/IPTC                                                                                     |
| Windows Live Fotogalerie | Microsoft Windows | Freeware             | Multilingual | Exif, IPTC                         | Einzelplatz                                                  | ja      | Vergleichbar mit Picasa, importiert nur Exif/XMP, Weiterentwicklung eingestellt                                                   |
| XnViewMP                 | ,                 | Freeware             | Multilingual | Exif, IPTC, XMP                    | Einzelplatz                                                  | ja      | Schnellsuche kann nur ein einziges Stichwort suchen                                                                               |